# Marion (Louisiane)
Pour les articles homonymes, voir Marion.
Marion est une ville de la paroisse de l'Union, dans l'État de Louisiane, aux États-Unis,. En 2020, elle compte une population de 623 habitants.

## Démographie
Lors du recensement de 2010, la ville comptait une population de 765 habitants, tandis qu'en 2020, elle s'élève à 623 habitants.